# Who Else!
Who Else! è il settimo album discografico in studio del chitarrista britannico Jeff Beck, pubblicato nel 1999.

## Tracce
1. What Mama Said – 3:22 (musica: Jennifer Batten, Jeff Beck, Tony Hymas)
2. Psycho Sam – 4:55 (musica: Hymas)
3. Brush with the Blues – 6:24 (musica: Hymas, Beck)
4. Blast from the East – 4:46 (musica: Hymas)
5. Space for the Papa – 7:41 (musica: Hymas)
6. Angel (Footsteps) – 6:30 (musica: Hymas)
7. THX138 – 6:15 (musica: Hymas)
8. Hip-Notica – 4:40 (musica: Hymas, Beck)
9. Even Odds – 3:29 (musica: Jan Hammer)
10. Declan – 4:02 (musica: Donal Lunny)
11. Another Place – 1:48 (musica: Hymas)